# Castelnuovo Scrivia
Castelnuovo Scrivia – miejscowość i gmina we Włoszech, w regionie Piemont, w prowincji Alessandria.
Według danych na styczeń 2010 gminę zamieszkiwało 5508 osób przy gęstości zaludnienia 121,3 os./1 km².

## Miasta partnerskie
- Port-Sainte-Marie
- Santa Domenica Talao